# Violant de Montcada i de Vilaragut

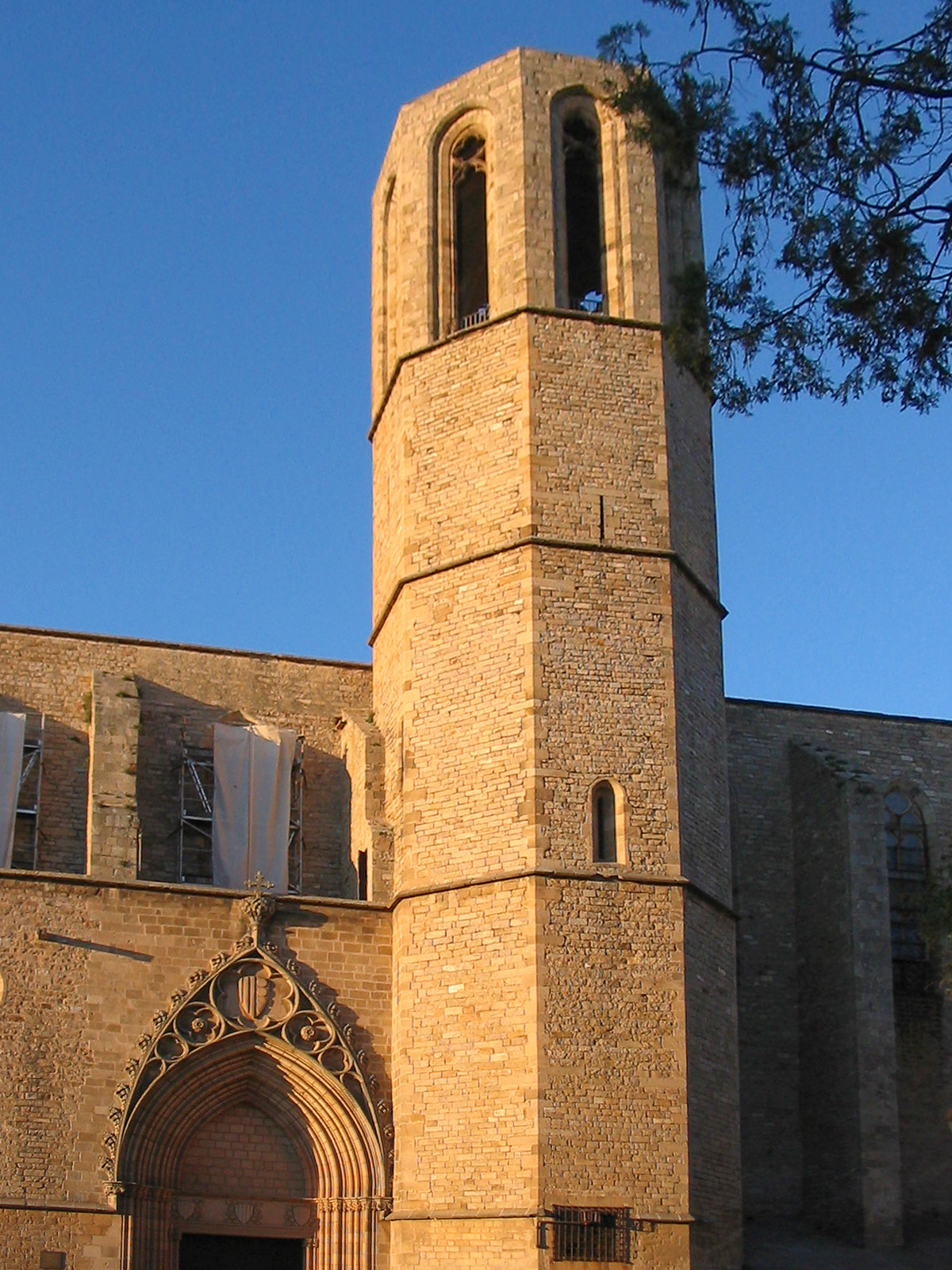
Monestir de Santa Maria de Pedralbes

Violant de Montcada i de Vilaragut (ca. 1440 - Barcelona, 24 d'agost de 1524) fou abadessa del monestir de Santa Maria de Pedralbes de 1477 fins al 1514, càrrec del qual fou doblement destituïda.

## Biografia
Era filla de Pere de Montcada i de Luna, senyor de Vilamarxant, i de Joana de Vilaragut; així, doncs, hereva del llinatge de la fundadora del monestir de Santa Maria de Pedralbes –Montcada–, on va ingressar de ben petita. En fou nomenada abadessa el 1477, després de la mort de l'abadessa Violant de Centelles, d'edat avançada.
Assabentat de la vida relaxada de les monges de la comunitat –que feien sortides fora del convent, no tenien un dormitori comunitari o no vestien hàbits austers–, el rei Ferran el Catòlic va aconseguir que el papa Sixt IV decretés en una butlla del 1475 que a la mort de Violant de Centelles s'escolliria una abadessa de fora del monestir. Juntament amb el rei Joan el Sense Fe havien pressionat perquè l'escollida no fos ella sinó una monja de les clarisses de Jerusalem de Barcelona, on se seguia la línea reformadora, més estricta, i segurament consideraven que seria més fàcil de controlar.
La comunitat, però, escollí Violant de Montcada, que ja era al monestir de feia molts anys i havia ajudat amb encert en les tasques de govern l'anterior abadessa. Inicialment el rei acceptà l'elecció i forçà unes reformes que no es devien dur a terme amb prou compliment, per la qual cosa ho posà en coneixement del papa. Davant una inspecció dels visitadors Violant de Montcada es va defensar dient que actuava segons la regla de santa Clara, però aquests li van dir que havien de procedir segons manava la Inquisició. El papa Innocenci VIII va destituir-la a petició del rei l'any 1489, tot i que ella es va mantenir en el càrrec fins que el 1495 va arribar Teresa Enríquez amb tres companyes del convent de Santa Clara de Palència, per substituir-la.
Violant de Montcada, sentint-se víctima d'una intromissió reial, va anar a Roma per denunciar la imposició del rei Ferran, un plet que va durar quatre anys i va passar pels papes Alexandre VI, Pius III i Juli II. En un primer moment es va donar la raó a Teresa Enríquez, però Violant de Montcada va aconseguir remarcar que ella era l'elegida canònicament i que Teresa havia estat imposada pel rei. Finalment aquesta fou excomunicada, tot i que el papa la va absoldre a canvi de renunciar al càrrec. Violant de Montcada va ser confirmada com a abadessa el 1506, però va decidir viure al Convent de Santa Clara de Barcelona i no va tornar a Pedralbes.
Al 1510 fou obligada a abandonar el càrrec, per segon cop, i el rei Ferran va fer que el papa nomenés una nova abadessa: la seva filla il·legítima, Maria d'Aragó, que va haver d'abandonar el seu convent de Santa Maria de Gracia de Madrigal de las Altas Torres i arribà a Pedralbes el 1514. Violant de Montcada deixà el convent de Santa Clara i va anar a viure al carrer de Santa Anna, on morí.